# Lydie Mareel
Lydie Mareel, née le 27 octobre 1972, est une joueuse française de water-polo.

## Carrière
Avec l'équipe de France féminine de water-polo, Lydie Mareel est médaillée de bronze aux Championnats d'Europe 1989.
Elle joue en club aux Dauphins de Créteil.